# 沙诺-屈尔松
沙诺-屈尔松（法語：Chanos-Curson）是法国德龙省的一个市镇，属于瓦朗斯区。

## 地理
沙诺-屈尔松（45°3'43"N, 4°54'49"E）面积8.18 平方千米，位于法国奥弗涅-罗讷-阿尔卑斯大区德龙省，该省份为法国东南部内陆省份，北起顺时针与伊泽尔省、上阿尔卑斯省、上普罗旺斯阿尔卑斯省、沃克吕兹省和阿尔代什省接壤。
与沙诺-屈尔松接壤的市镇（或旧市镇、城区）包括：博蒙蒙特、克莱里约、梅尔屈罗勒-沃讷。

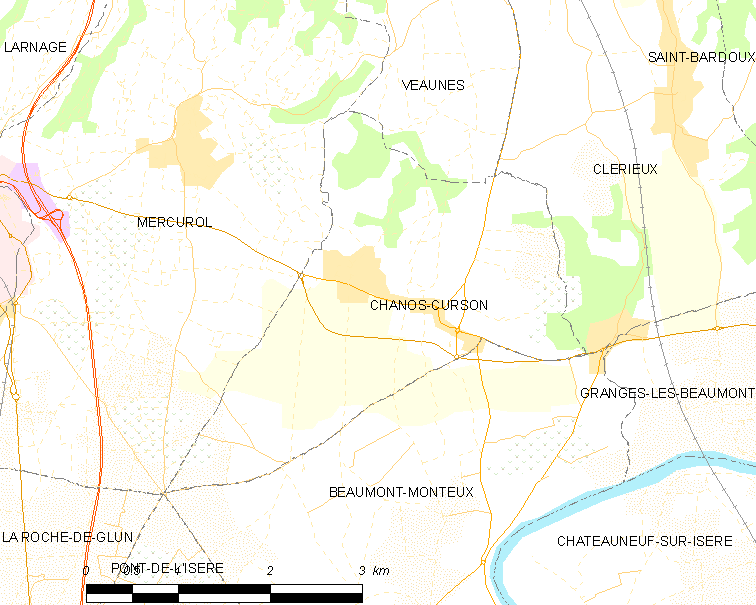
沙诺-屈尔松的OSM定位图

沙诺-屈尔松的时区为UTC+01:00、UTC+02:00（夏令时）。

## 行政
沙诺-屈尔松的邮政编码为26600，INSEE市镇编码为26071。

## 政治
沙诺-屈尔松所属的省级选区为坦莱尔米塔日县。

## 人口

1962-2008年间沙诺-屈尔松人口变化图示

沙诺-屈尔松于2022年1月1日时的人口数量为1177人。